# The Beatles
The Beatles byla anglická rocková skupina z Liverpoolu. Jejími členy byli John Lennon (zpěv, doprovodná kytara), Paul McCartney (zpěv, basová kytara), George Harrison (sólová kytara, zpěv) a Ringo Starr (bicí, příležitostně zpěv). Patří mezi komerčně nejúspěšnější a kritiky nejuznávanější kapely v historii populární hudby. Hudba Beatles je dodnes hraná a oblíbená po celém světě.
Když hudební časopis Rolling Stone v roce 2003 sestavil žebříček nejlepších alb v dějinách populární hudby, Beatles se do první desítky dostali celkem čtyřikrát (včetně 1. místa za Sgt. Pepper's Lonely Hearts Club Band).
Asociace RIAA na základě prodeje singlů a alb v Americe označila Beatles za nejprodávanější kapelu v historii a nejprodávanější hudební uskupení v historii Spojených států amerických. Ve Velké Británii vydali Beatles více než 40 různých singlů, alb a desek, které se vyšplhaly na první místa hitparád. Tento komerční úspěch se opakoval v mnoha dalších zemích. Jejich nahrávací společnost EMI odhadla, že do roku 1985 prodali přes miliardu desek a kazet po celém světě. V roce 2004 umístil časopis Rolling Stone Beatles na první místo v seznamu 100 největších umělců v historii. Podle časopisu pomohla jejich novátorská hudba a kulturní vliv charakterizovat 60. léta 20. století a jejich vliv na populární kulturu je patrný ještě dnes.
Beatles stáli v polovině 60. let v čele invaze britské hudby do Spojených států. Přestože měl jejich počáteční hudební styl kořeny v rock and rollu 50. let a v britské verzi skifflu, vyzkoušela kapela mnoho různých žánrů od Tin Pan Alley až po psychedelický rock. Svým oblečením, styly a výroky Beatles určovali trendy své doby, zatímco jejich vzrůstající zájem o společenské otázky ovlivnil společenské a kulturní převraty 60. let.

## Historie skupiny

### 1957–1960 Vznik
V roce 1956 založil John Lennon během své docházky do gymnázia Quarry Bank v Liverpoolu skifflovou skupinu The Blackjacks, ale už po týdnu ji přejmenoval na The Quarrymen. V červenci roku 1957 se po vystoupení The Quarrymen na wooltonské zahradní slavnosti u kostela Sv. Petra přijde do šatny na skupinu podívat Paul McCartney, který kapele sebejistě předvede několik rock'n'rollových písní. John Lennon mu po dvou týdnech vzkáže, že jej bere do své kapely. „Musel jsem se rozhodnout: buď posílím svou pozici ve skupině, nebo přijmu Paula a posílím skupinu. Rozhodl jsem se posílit skupinu.“ 6. února 1958 pozvala kapela (která tehdy hrála pod různými jmény) na McCartneyho naléhání čtrnáctiletého kytaristu George Harrisona, aby se na ně podíval ve Wilson Hall v liverpoolském Garstonu. McCartney se s Harrisonem seznámil ve školním autobuse na cestě do Liverpoolského Institutu, který oba navštěvovali. Přestože Lennon nechtěl o přijetí Harrisona do skupiny i přes jeho instrumentální kvality původně ani slyšet (důvodem byl velký věkový rozdíl mezi oběma – dva a půl roku), Harrison se do skupiny v průběhu března 1958 sám „infiltroval“. V průběhu tohoto období se neustále měnilo obsazení skupiny – většinou kvůli McCartneyovým vysokým požadavkům na instrumentální zdatnost hráčů (vedoucí Lennon se v tomto ohledu nechal jeho logickými argumenty přesvědčit) a v lednu 1960 se přidal Lennonův přítel z umělecké školy malíř Stuart Sutcliffe, kterého Lennon s McCartneym přinutili koupit baskytaru a hrát na ni, přestože to neuměl. Lennon s McCartneym hráli oba dva na doprovodné kytary, Harrison na sólovou a v kapele se vystřídalo velké množství bubeníků.
V roce 1960 The Quarrymen vystřídali řadu jmen – „Johnny and the Moondogs“, „Long John and the Beatles“, „The Silver Beetles“ (pocházející z návrhu Larryho Parnese na „Long John and the Silver Beetles“) – před ustálením se na The Beatles. Existuje mnoho teorií týkajících se názvu kapely a jeho nezvyklého pravopisu. Obvykle je připisováno Lennonovi, který řekl, že jméno bylo kombinací slova beetles (v angličtině brouci, jako odkaz na kapelu Buddy Hollyho The Crickets) a slova beat. Cynthia Lennon tvrdí, že Lennon vymyslel název Beatles „během brainstormingového sezení u pivem nasáklého stolu v baru Renshaw Hall.“ Lennon, který je známý svým vyprávěním různých verzí příběhů, zavtipkoval v časopise Mersey Beat z roku 1961, že „to přišlo ve vidině – objevil se muž na ohnivém koláči a řekl jim: ‚Od tohoto dne dále budete Beatles s A.‘“ V rozhovoru z roku 2001 převzal nárok na zvláštní pravopis jména Paul McCartney, když řekl, že „John měl nápad, že bychom se mohli jmenovat Beetles a já na to ‚a co třeba Beatles; jako tlukot bubnu?‘ Je zvláštní jak se tvoří dějiny.“
V květnu 1960 Beatles objížděli severovýchodní Skotsko jako doprovodná kapela zpěváka Johnnyho Gentlea. S Gentlem se setkali hodinu před jejich prvním vystoupením a McCartney poukazuje na turné jako na velkou zkušenost pro kapelu. Kapela, která byla často bez bubeníka, si na turné zajistila služby Tommyho Moora, který byl mnohem starší než ostatní. Avšak brzy po turné se Moore, který cítil velký věkový rozdíl, vrátil do továrny na láhve, kde pracoval jako řidič vysokozdvižného vozíku. Dalším bubeníkem byl Norman Chapman, ale za několik týdnů byl povolán do vojenské služby. Jeho odjezd způsobil závažný problém, jelikož Allan Williams, vlastník liverpoolského klubu Jacaranda, který nově vznikající domácí skupiny podporoval a fungoval jako jejich neoficiální manažer, pro ně domluvil hraní v klubech na Reeperbahn v německém Hamburku.

### 1960–1970 The Beatles
Hamburk

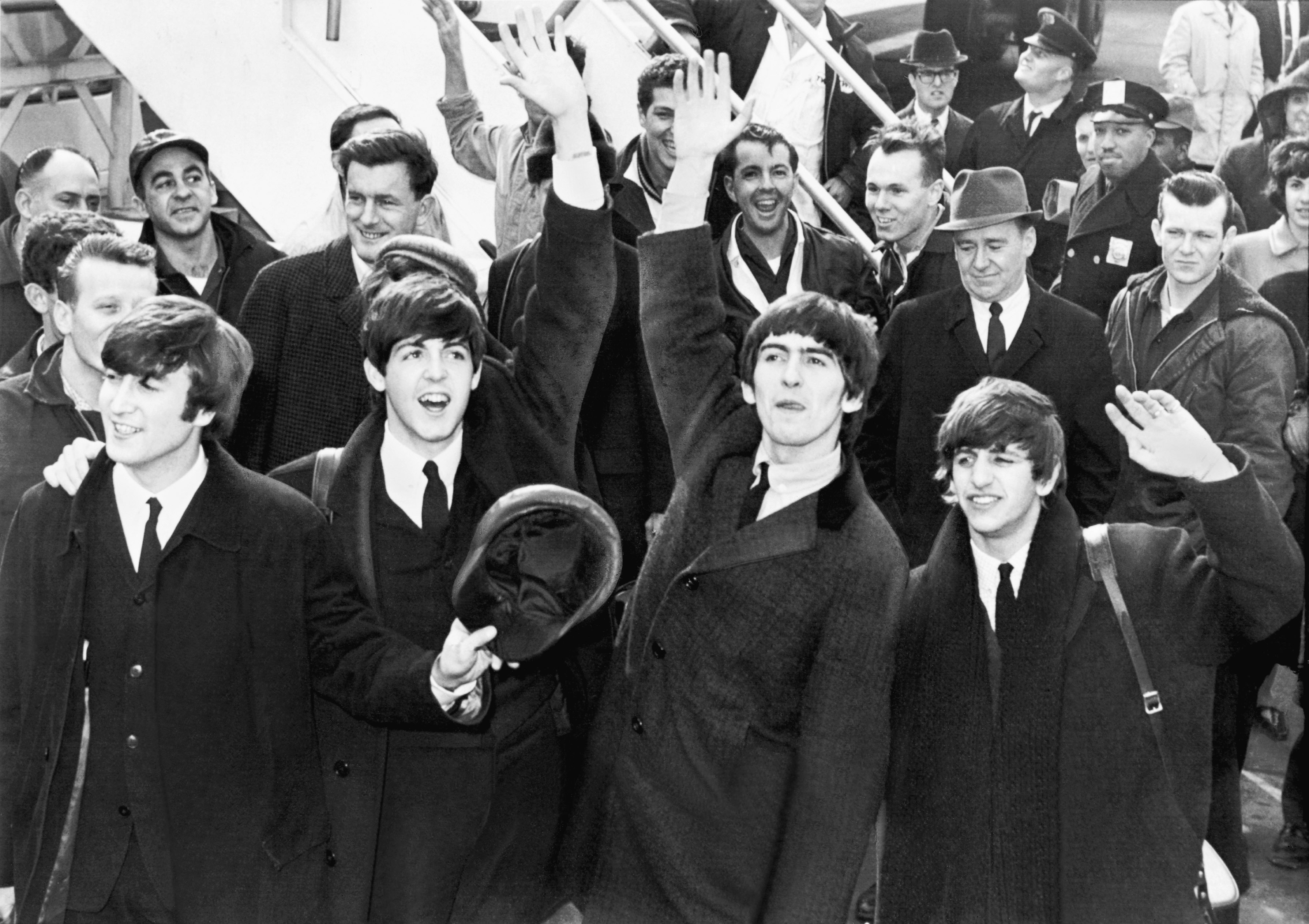
Beatles na letišti J. F. Kennedyho, 7. února 1964

15. srpna 1960 pozval McCartney Petea Besta, aby se stal stálým bubeníkem kapely. Viděl Besta hrát s The Blackjacks v Casbah Clubu, který vlastnila Petova matka Mona Bestová. Byl to sklepní klub v liverpoolském West Derby, kde Beatles hrávali a často ho navštěvovali. V dokumentárním snímku The Compleat Beatles řekl Williams, že Best „nehrál příliš obratně, ale obstojně.“ Lennon se později vyjádřil mnohem ostřeji: „Do kapely jsme ho vzali jenom proto, že jsme druhý den potřebovali odjet do Hamburku, a on byl jediný, kdo byl volný. Bubeník to byl mizerný.“
Od 18. srpna 1960 začali Beatles hrát v hamburských barech Indra a Kaiserkeller, jejichž provozovatelem byl Bruno Koschmider. Ten po Beatles vyžadoval, aby hráli šest až sedm hodin za večer, sedm dní v týdnu. Beatles si získali menší okruh příznivců, mezi nimiž byli i fotografka Astrid Kirchherrová a výtvarník Klaus Voormann.
Krátce poté, co Beatles přetáhl Koschmiderův konkurent Peter Eckhorn do svého klubu Top Ten, byl Harrison vyhoštěn, protože na něj přišlo udání, že není plnoletý. O týden později byli McCartney a Best zatčeni, obviněni za žhářství a vyhoštěni, protože při odchodu z pokoje, kde během angažmá u Koschmidera bydleli, zapálili na zdi kondom a způsobili malý požár. Lennon sám následoval ostatní v půlce prosince, Sutcliffe zůstal v Hamburku, protože se rozhodl, že se zasnoubí s Kirchherrovou.
Znovu spolu hráli Beatles poprvé 17. prosince 1960 v Casbah Clubu. Baskytarista byl v Hamburku, proto musel basu převzít Paul McCartney, přestože z toho zprvu neměl vůbec žádnou radost. V dubnu 1961 se Beatles vrátili do Hamburku, tentokrát s řádně zajištěnými pracovními povoleními, o něž se postarala Bestova matka, která v tento moment převzala ochranné otěže nad skupinou a vytěsnila tak Williamse. Během hraní v hamburském Top Ten Club si Beatles vybral zpěvák Tony Sheridan jako svou doprovodnou kapelu pro sérii nahrávek pro německou společnost Polydor, které produkoval známý kapelník Bert Kaempfert. Kaempfert podepsal s kapelou při prvním setkání 22. června 1961 jejich vlastní smlouvu pro Polydor. 31. října vydal Polydor nahrávku písně My Bonnie (Mein Hertz ist bei dir nur), která se v německých žebříčcích objevila pod jménem „Tony Sheridan and the Beat Brothers“, což byl obecný název pro kohokoliv, kdo se objevil v Sheridanově doprovodné kapele. (I pozdější hamburské nahrávky Tonyho Sheridana s jinými hudebníky jsou souhrnně připsány skupině The Beat Brothers a jsou dodnes omylem považovány za nahrávky Beatles.) K pověsti, že tato nahrávka vedla k setkání kapely s jejich budoucím manažerem Brianem Epsteinem, je třeba dodat, že byli díky ní také poprvé zmíněni v americkém tisku.

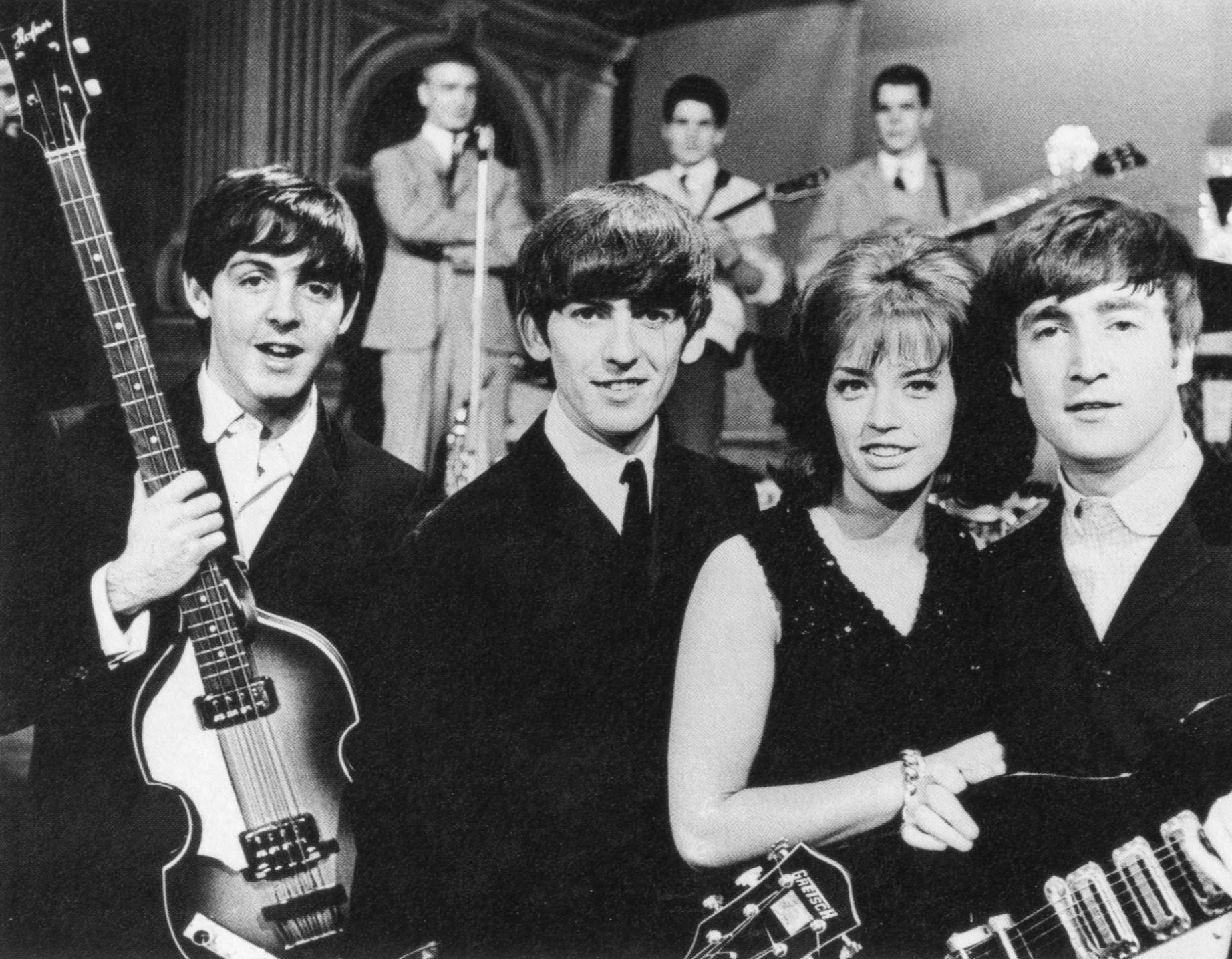
McCartney, Harrison, švédská zpěvačka Lill-Babs a Lennon ve švédské televizní show Drop-In, 30. října 1963

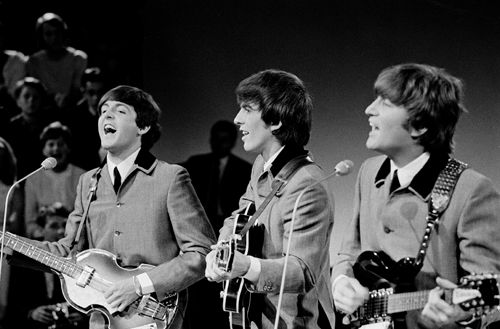
McCartney, Harrison a Lennon v holandské televizi roku 1964

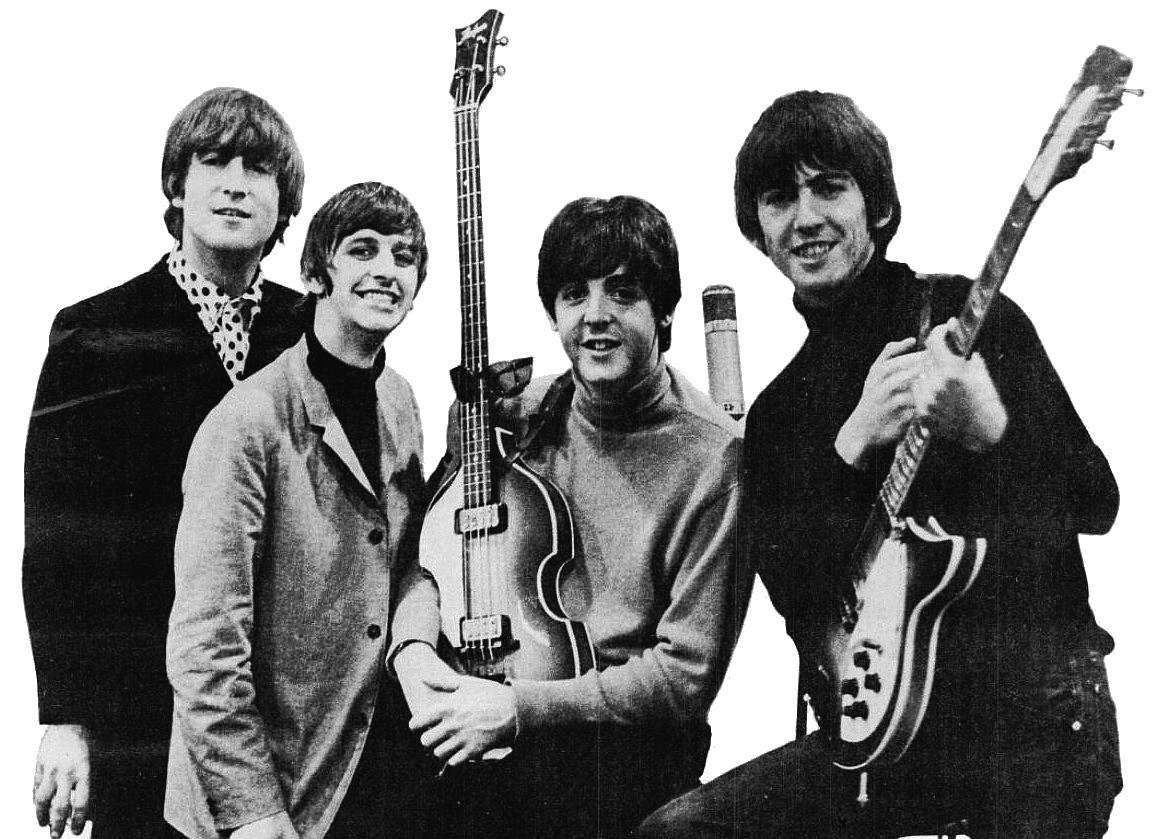
Společně v roce 1965 při oslavě vítězství Grammy

Epstein vzal skupinu do svých rukou, a přestože neměl žádné manažerské zkušenosti, se zápalem sobě vlastním započal s neúnavnou péčí o Beatles a jejich propagaci, počínaje jevištní prezentací a konče obcházením vydavatelských společností s nahrávkami s cílem získat nahrávací smlouvu. V lednu 1962 Beatles jeli do Londýna na přehrávky pro firmu Decca Records. Decca, která měla na výběr mezi Beatles a skupinou The Tremeloes, která dělala konkurs týž den jako Beatles, nakonec upřednostnila Tremeloes, především kvůli dostupnosti (Beatles byli přespolní).
V dubnu 1962 Beatles opět odjeli do Hamburku a tentokrát měli hrát v nově otevřeném Star Clubu. Den před jejich příjezdem 10. dubna 1962 zemřel v Hamburku na krvácení do mozku Stuart Sutcliffe. Epsteinovi se mezitím podařilo uspět u firmy Parlophone (odnož koncernu EMI) a producenta George Martina, který Beatles pozval ke zkoušce. Zkouška vedla k rozchodu s Petem Bestem, jelikož George Martin s ním nebyl spokojen. Na post bubeníka (většina liverpoolských adeptů odmítla – včetně šestnáctiletého Lewise Collinse, budoucího Bodieho ze seriálu Profesionálové) přišel nakonec na konci srpna 1962 Ringo Starr (narozený jako Richard Starkey), nejstarší hráč se zkušeností z několika dalších skupin.
V říjnu 1962 vydala skupina u společnosti EMI první singl s názvem Love Me Do (na druhé straně píseň P.S. I Love You), který se dostal na 17. místo nejprodávanějších desek. Druhý singl Please Please Me / From Me To You, byl už velkým hitem v celé Británii, kde se dostal až na druhé místo celonárodního žebříčku.
První album, nazvané rovněž Please Please Me (1963), znamenalo začátek beatlemanie ve Velké Británii. Beatles také hráli naposledy v Cavern Clubu a začali koncertovat po celé Evropě a posléze i po celém světě. Během let 1963 a 1964 odehráli přes 200 velkých koncertů. V roce 1964 následovalo úspěšné turné po Spojených státech, vystoupení v The Ed Sullivan Show (Show Eda Sullivana) a natočení prvního filmu: A Hard Day's Night (česky Perný den) i stejnojmenné album.
Díky úspěchu Beatles se v americkém žebříčku hitparád začaly prosazovat i další britské rockové skupiny jako např. Rolling Stones, Gerry & The Pacemakers nebo Dave Clark Five.

Americký trailer pro film Help!

26. října 1965 byli Beatles vyznamenáni Řádem britského impéria a natočili další film Help! (česky Pomoc!). Vystoupení na Shea Stadium v roce 1965, při druhém americkém turné, zaznamenalo rekordní počet 55 tisíc diváků. Hudebně se Beatles začali odklánět od jednoduchých textů o lásce a začali experimentovat se zvuky různých nástrojů (např. indický strunný nástroj sitár ve skladbě Norwegian Wood) i hraním se smyčcovým kvartetem (píseň Yesterday), dokonce i s celým orchestrem (A Day In The Life).
Vedle Beatles a už zavedených skupin jako The Beach Boys se ovšem prosazovaly i skupiny vycházející jak z hudebního stylu Beatles, tak i absorbující jiné vlivy. V USA se prosadily skupiny jako např. The Byrds, Buffalo Springfield, The Mamas & The Papas, Quicksilver Messenger Service, Jefferson Airplane, ve Velké Británii se na žebříčcích umísťovali vedle Beatles také „syrovější“ Rolling Stones nebo „bluesovější“ The Yardbirds (či jejich následovníci Cream), Jimi Hendrix atd. Beatles mají na tyto kapely obrovský vliv svými novátorskými přístupy k technice nahrávání, ale zároveň se nechávají sami ovlivňovat. Dokladem toho je například nahrávání první desky Pink Floyd „The Piper at the Gates of Down“, když v té době Beatles trávili mnoho času při tvorbě „Sgt. Pepper's Lonely Hearts Club Band“ (1967). Obě kapely se navzájem navštěvovaly a jistá podoba postupů při větších plochách na obou deskách není náhodná.
4. března 1966 pronesl John Lennon při jednom interview poznámku o tom, že Beatles jsou populárnější než Ježíš Kristus, rozpoutá se vlna odporu a rozhlasové stanice v USA bojkotují vysílání hudby Beatles. V témže roce Beatles přestali koncertovat, 1. května 1966 měli poslední vystoupení ve Wembley ve Velké Británii, v srpnu měli poslední oficiální koncert v Candlestick Park v San Francisku v USA. Následujícího roku vyšlo dle kritiků jedno z nejlepších alb v historii rockové hudby, Sgt. Pepper's Lonely Hearts Club Band, které je poznamenáno hudebními studiovými experimenty. 27. srpna 1967 zemřel manažer Brian Epstein po pravděpodobně náhodném předávkování barbituráty.
Po Epsteinově smrti Beatles natočili další film Magical Mystery Tour a vydali i stejnojmenné album poznamenané halucinogenními prožitky z užívání drog.
I přes první vážné rozmíšky mezi jednotlivými členy skupina natočila v roce 1968 pozoruhodné The Beatles (nazývané také The White Album podle jeho bílého přebalu). Ringo Starr během nahrávání alba krátkodobě opustil skupinu.
Téhož roku založili Beatles firmu Apple Corps (česky Jablko) – vlastní gramofonovou značku, obchod, filmovou společnost atd. Vznikl další film, tentokrát kreslený, Yellow Submarine (česky: Žlutá ponorka).

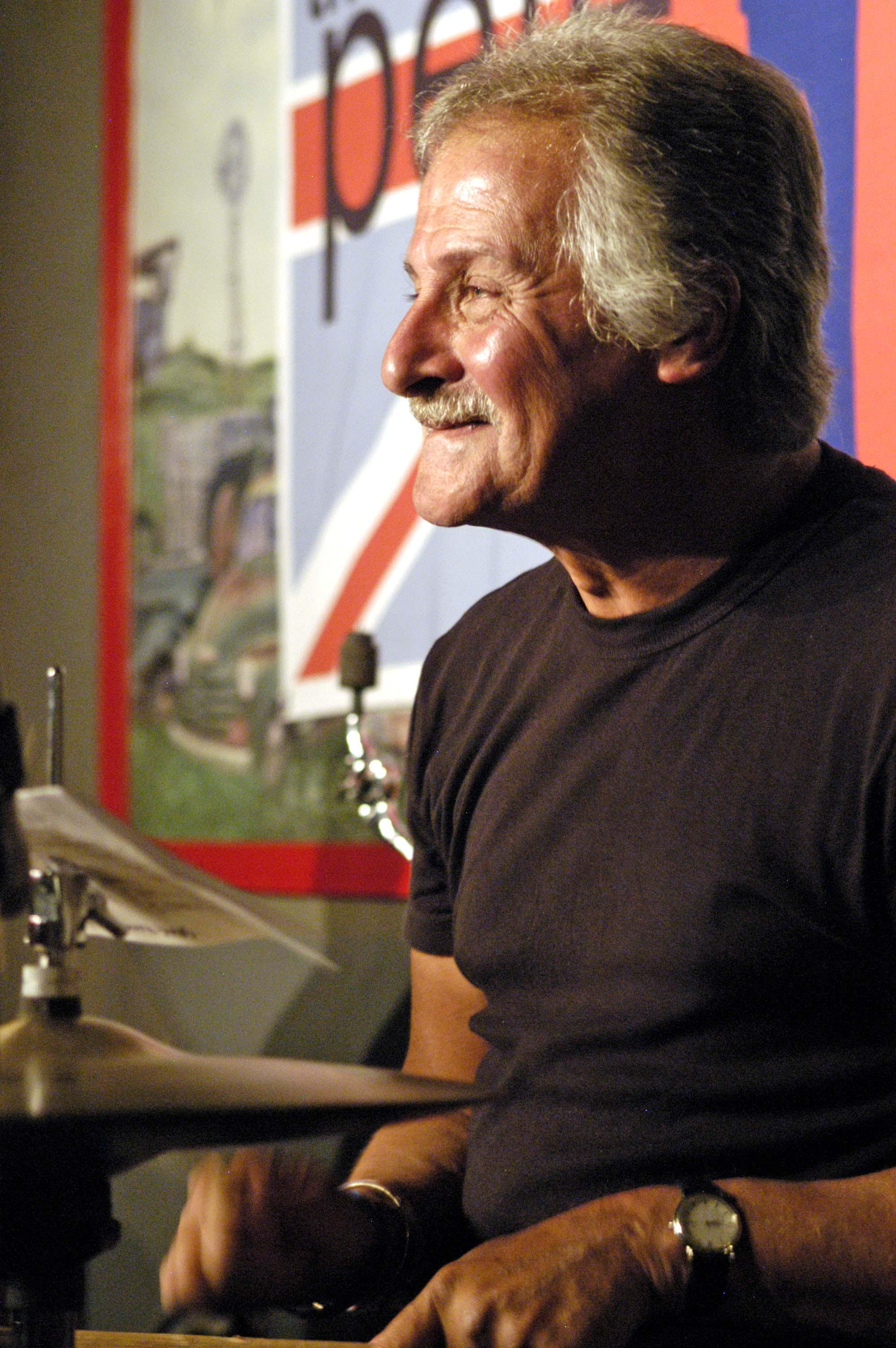
Původní bubeník Pete Best

Rok 1969 byl pro skupinu kritický a definitivně vedl k jejímu rozpadu. John Lennon začal na nahrávání vodit kontroverzní japonskou umělkyni a svoji druhou ženu Yoko Ono, proti čemuž protestoval hlavně Paul McCartney. John Lennon s ní natočil album Unfinished Music No. 1: Two Virgins a začal se zabývat vlastními „nebeatleovskými“ hudebními projekty (založil skupinu Plastic Ono Band) a protesty proti válce ve Vietnamu. Beatles jako skupina spolu naposledy veřejně koncertovali na střeše svého nahrávacího studia 30. ledna 1969 a vznikl i poslední film a LP Let It Be. Během jejího natáčení po hádkách s McCartneym i Lennonem dočasně skupinu opustil George Harrison.

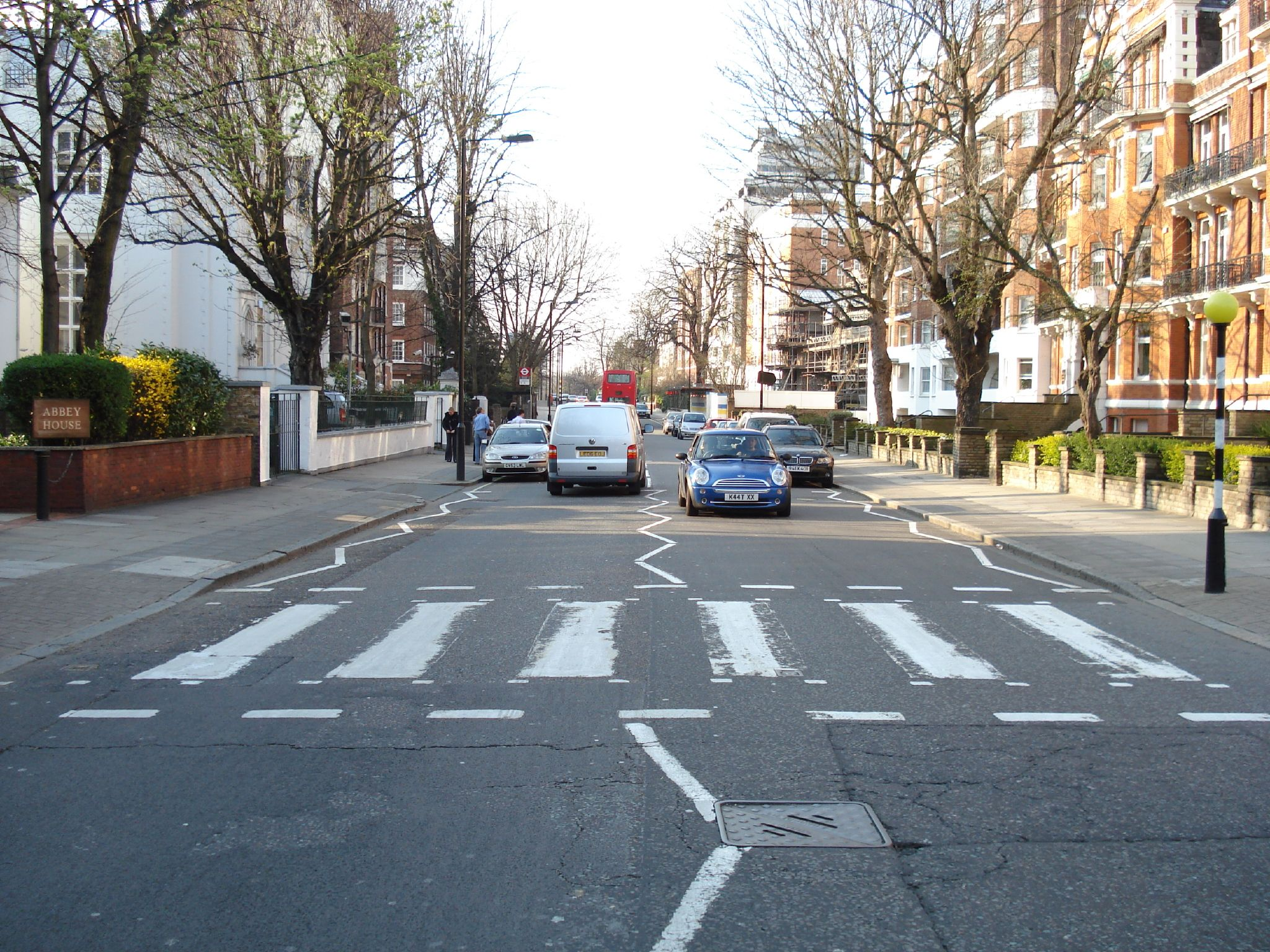
Londýnská ulice Abbey Road

V létě 1969 skupina natočila své poslední studiové album Abbey Road. Dosud nevydané snímky Let It Be byly předány hudebnímu producentovi Philu Spectorovi k finálnímu zpracování. John Lennon se v té době věnoval pouze Plastic Ono Band a svým mírovým aktivitám a o další hudební výboje Beatles již ztratil zájem.
Po poslechu zpracovaných skladeb alba Let It Be požádal Paul McCartney o odstranění dle jeho názoru nemístných úprav. Nebylo mu vyhověno, a nakonec to tedy v dubnu 1970 byl on, kdo ze skupiny oficiálně odešel a veřejnost se tak poprvé dozvěděla o definitivním rozchodu Beatles, o němž se již několik měsíců šuškalo. Paul byl obviňován, že opustil Beatles (jakkoli právě jemu šlo o udržení skupiny), na což reagoval, že Beatles opustili sami sebe. Paul McCartney podal k Nejvyššímu soudu 31. prosince 1970 žádost o oficiální ukončení partnerství Beatles. Všichni členové skupiny se vydali na sólovou dráhu.

### 1970– Po rozpadu The Beatles
V průběhu 70. let se neustále objevovaly spekulace o chystaném znovuspojení Beatles. Bývalí členové skupiny tyto teorie buď odmítali, nebo ignorovali. Tečku za těmito dohady ukončila násilná smrt Johna Lennona 8. prosince 1980, když byl zastřelen před vstupem do nájemního domu, kde žil s Yoko Ono a druhým synem Seanem.
V roce 1994 předala Yoko Ono McCartneymu demosnímky Lennonových písní, ke kterým zbylí členové skupiny nahráli doprovod a vznikly tak písně Real Love a Free as a Bird, vydané na albech Anthology 1 (Apple Records, 21. listopadu 1995), Anthology 2 (Apple Records, 18. března 1996), Anthology 3 (Apple Records, 28. října 1996).
Nahrávku písně Now and Then, obsaženou v Lennonových demosnímcích, nebylo možné v polovině devadesátých let dostatečně zvukově vyčistit a použít ji tak pro vytvoření nové skladby. V roce 2023 toto však umožnila umělá inteligence a spojením Lennonova zpěvu z roku 1977, Harrisonovy kytary z roku 1995 a nově nahraných stop bicích (Starr) a baskytary (McCartney) vznikla zatím poslední skladba The Beatles (Apple Records, 2. listopadu 2023).
The Beatles mají svou hvězdu na Hollywoodském chodníku slávy.

## Hudební vývoj
Neustálé nároky členů Beatles na vytvoření nového zvuku kapely na každé nové desce v kombinaci s aranžérskými schopnostmi George Martina a odbornými znalostmi techniků EMI, jako byli Norman Smith, Ken Townshed a Geoff Emerick, hrály významnou roli v novátorském zvuku alb Rubber Soul (1965), Revolver (1966) a Sgt. Pepper's Lonely Hearts Club Band (1967).
Beatles pokračovali v čerpání vlivů dlouho po jejich úvodním úspěchu a často nalézali nové cesty v hudbě a textech díky poslechu svých současníků. Mezi tyto vlivy patřil Bob Dylan, který byl inspirací pro takové písně jako např. You've Got to Hide Your Love Away a Norwegian Wood (This Bird Has Flown). Mezi další současníky můžeme zařadit The Byrds a The Beach Boys, jejichž album Pet Sounds bylo McCartneyho oblíbené.
Spolu s triky ve studiu, jako byly zvukové efekty, netradiční umístění mikrofonu, nahrávací smyčky, dvoustopé a různě rychlé nahrávání, začali Beatles rozšiřovat své nahrávky o nástroje, které byly v té době pro rockovou hudbu neobvyklé. Patřily mezi ně smyčcové a dechové orchestry, stejně jako indické nástroje jako např. sitár v písni Norwegian Wood (This Bird Has Flown) a swarmandel v písni Strawberry Fields Forever. Využívali také elektronické nástroje, jako byl např. mellotron, s jehož pomocí vytvořil McCartney flétny v úvodu písně Strawberry Fields Forever, a ondioline – elektronické klávesy, které produkovaly neobvyklý zvuk podobný hoboji v písni Baby, You’re a Rich Man.

## Členové
| - John Lennon – zpěv, kytara, klávesy, harmonika (1960–1969) - Paul McCartney – zpěv, baskytara, kytara, klávesy, bicí (1960–1970) - George Harrison – sólová kytara, zpěv, sitár (1960–1970) - Ringo Starr – bicí, perkuse, zpěv (1962–1970) - George Martin – klavír a další nástroje, aranžování | - Pete Best – bicí, zpěv (1960–1962) - Stuart Sutcliffe – baskytara, zpěv (1960–1961) - Chas Newby – baskytara (1960–1961) - Norman Chapman – bicí (1960) - Tommy Moore – bicí (1960) - Jimmie Nicol – bicí (1964) - Eric Clapton – sólová kytara - Billy Preston – klávesy |

## Diskografie (UK)
Hlavní článek: Diskografie The Beatles

### Standardní LP
Původní pořadí:
1. Please Please Me (Parlophone, 26. dubna 1963)
2. With The Beatles (Parlophone, 22. listopadu 1963)
3. A Hard Day's Night (Parlophone, 10. června 1964)
4. Beatles for Sale (Parlophone, 4. prosince 1964)
5. Help! (Parlophone, 6. srpna 1965)
6. Rubber Soul (Parlophone, 3. prosince 1965)
7. Revolver (Parlophone, 5. srpna 1966)
8. Sgt. Pepper's Lonely Hearts Club Band (Parlophone, 1. června 1967)
9. The Beatles (tzv. „The White Album“; dvojité LP; Apple / Parlophone, 22. listopadu 1968)
10. Yellow Submarine (Apple / Parlophone, 17. ledna 1969)
11. Abbey Road (Apple / Parlophone, 26. září 1969)
12. Let It Be (Apple / Parlophone, 6. listopadu 1970). Pozn.: 17. listopadu 2003 vyšlo v odlišném mixu pod názvem Let It Be… Naked

Mezi 8. a 9. albem, 8. prosince 1967 vyšlo v Británii dvojité EP Magical Mystery Tour, v USA tehdy vydané (ve verzi rozšířené o písně ze singlů) jako LP. V Británii bylo takto vydáno až dodatečně, 19. listopadu 1976.

### Kompilace
- A Collection Of Beatles Oldies But Goldies (Parlophone, 9. prosince 1966)
- Hey Jude (Apple, 26. únor 1970; původní název: The Beatles Again)
- 1962 – 1966 (Apple, Red Album; 19. dubna 1973)
- 1967 – 1970 (Apple, Blue Album; 19. dubna 1973)
- Rock 'N' Roll Music (Parlophone, 10. června 1976)
- The Beatles At The Hollywood Bowl (Parlophone, 6. května 1977)
- Love Songs (Parlophone, 19. listopadu 1977)
- The Beatles Collection (Box set) (včetně Rarities; EMI / Parlophone, 2. prosince 1978)
- The Beatles' Ballads (Parlophone, 13. října 1980)
- 20 Greatest Hits (Parlophone, 18. října 1982)
- Reel Music (Parlophone, 29. března 1983)
- Past Masters Volume 1 (Parlophone, 8. března 1988)
- Past Masters Volume 2 (Parlophone, 8. března 1988)
- Live At The BBC (Apple, 30. listopadu 1994)
- Anthology 1 (Apple, 21. listopadu 1995)
- Anthology 2 (Apple, 18. března 1996)
- Anthology 3 (Apple, 28. října 1996)
- Yellow Submarine Songtrack (Apple, 13. září 1999)
- 1 (Apple, 13. listopadu 2000)
- Love (Apple, 2006)
- Beatles Stereo Box Set – remasterováno (EMI, 9. září 2009)
- Tomorrow Never Knows (Apple, 24. července 2012; pozn.: pouze pro digitální trh.)

## Filmografie
- Perný den, černobílý celovečerní hraný film
  - Scénář: Alun Owen
  - Kamera: Gilbert Taylor
  - Režie: Richard Lester
  - Dále hrají: John Junkin, Norman Rossington, Wilfred Brambell, Victor Spinetti
- Help!, barevný celovečerní hraný film
  - Scénář: Marc Behm
  - Kamera: Gilbert Taylor
  - Režie: Richard Lester
  - Dále hrají: Eleanor Bron, Leo McKern, Roy Kinnear, Victor Spinetti
- Yellow Submarine, barevný animovaný film
  - Scénář: Lee Minoff, Al Brodax
  - Výtvarník: Heinz Edelmann
  - Režie: George Dunning
- Magical Mystery Tour, barevný televizní film
  - Námět, scénář, režie: The Beatles
- Let It Be, barevný hraný dokumentární film
  - Kamera: Tony Richards
  - Režie: Michael Lindsay-Hogg
- Beatles, barevný animovaný film
- The Beatles: Get Back, dokumentární film
  - Režie: Peter Jackson